# Villa Rustica (Colesbourne)
Die Villa Rustica bei Colesbourne (auch oft als Combend villa oder Comb End villa bezeichnet) ist ein ehemaliger römischer Gutshof (Villa rustica). Er lag auf der Combend Farm bei Stockwood in der heutigen Grafschaft Gloucestershire in England. 1779 und 1787 wurden Teile der Villa als Steinbruch genutzt, worauf Samuel Lysons zumindest die Funde aufzeichnete. 1794 grub er Teile der Villa aus und fand verschiedene Mosaiken. Seine Ausgrabungen konzentrierten sich auf einzelne Räume. Ein Gesamtplan der Villa ist daher nicht möglich. Insgesamt sind fünf Gebäude bekannt. Mindestens sieben Räume waren mit geometrischen Mosaiken ausgestattet. Das Haupthaus der Villa hatte einen Portikus mit einem Mosaik, wobei nur der Portikus  ausgegraben wurde. Münzen aus der Villa datieren in die erste Hälfte des vierten Jahrhunderts.